# Drassyllus mahabalei
Drassyllus mahabalei är en spindelart som beskrevs av Benoy Krishna Tikader 1982. Drassyllus mahabalei ingår i släktet Drassyllus och familjen plattbuksspindlar. Inga underarter finns listade i Catalogue of Life.